# Genesee County (New York)
Genese County ist ein County im Bundesstaat New York der Vereinigten Staaten. Bei der Volkszählung im Jahr 2020 hatte Genese County 58.388 Einwohner und eine Bevölkerungsdichte von 45,7 Einwohnern pro Quadratkilometer. Der Verwaltungssitz (County Seat) ist Batavia.

## Geographie
Das Gebiet des Genesee County wird durch eiszeitliche Sedimente geprägt, die zunächst als Grundmoränen der damaligen Eispanzer entstanden und bei Ende der letzten Eiszeit vor etwa 12.000 Jahren durch einen Schmelzwassersee, den Lake Tonawanda, weiter geprägt. Dementsprechend besitzt das Gebiet keine ausgeprägten Anhöhen oder große Wasserläufe; seine Böden sind sandig. Das County hat eine Fläche von 1.282,8 Quadratkilometern, wovon 6,1 Quadratkilometer Wasserfläche sind.

### Umliegende Gebiete
| Niagara County             | Orleans County | Monroe County                   |
| Niagara County Erie County |                | Monroe County Livingston County |
| Erie County                | Wyoming County | Livingston County               |

## Geschichte
Über die Besiedlung des Gebietes vor dem Auftauchen der ersten Europäer ist wenig bekannt, weil keine schriftlichen Überlieferungen existieren. Eine archäologische Fundstätte in Byron, die Hiscock Site, lieferte einige Aufschlüsse über die nacheiszeitliche Fauna; so wurden Überreste von Mastodons entdeckt, aber auch Spuren von menschlichen Jägern: Pfeilspitzen und Werkzeuge aus Feuerstein.
Etwa ab 1620, mit dem Beginn der Erforschung und Besiedlung des Landes durch Europäer, die aus dem Bereich des heutigen Kanada nach Süden vorstießen, wurden auch schriftliche Zeugnisse überliefert, die von den einheimischen Bewohnern berichteten. Im heutigen Genesee County waren die Seneca-Indianer ansässig, ein Stamm der Irokesen, der das westlichste Siedlungsgebiet der Stämme der Five Nations innehatte.
Aufgrund der zunächst unklaren Grenzziehung zwischen den Gebieten der Briten und der Kanadier wurde das westliche New York zunächst nicht als Teil des britischen, später amerikanischen Territoriums deklariert. Erst mit dem Beginn der großen Landnahmen wurde der Westen an Landerschließungsgesellschaften verkauft. Das Gebiet des späteren Genesee County gehörte zu großen Teilen der Holland Land Company, die ab 1793 das Gebiet zum Verkauf anboten. Dieses Gebiet sowie ein zweites Areal von etwa 2.000 km² Größe, die Morris Reserve, wurden später das ursprüngliche Genesee County. Der Sitz des zentralen Verkaufsbüros entwickelte sich zum heutigen Verwaltungssitz Batavia.
Das Hinterland New Yorks wurde im Lauf der Kolonisierung mehrfach in kleinere Verwaltungseinheiten unterteilt. Das geschah immer dann, wenn die Bevölkerungsdichte eines Bereiches eine Selbstverwaltung erlaubte. So wurden die Abstände zwischen den Siedlern und ihren Verwaltungssitzen deutlich verkürzt.
Genesee County entstand am 30. März 1802 als Abtrennung von Ontario County. Benannt wurde es nach einem Wort aus der Sprache der Seneca, das so viel bedeutete wie schönes Tal. Das County umfasste zunächst die komplette Westhälfte des ursprünglichen Ontario Countys und wurde selbst mehrfach unterteilt:
- 7. April 1806 – Abtrennung von Allegany County
- 8. März 1808 – Abtrennung von Cattaraugus County, Chautauqua County und Niagara County, das zu diesem Zeitpunkt auch das spätere Erie County umfasste; es wurde erst am 2. April 1821 selbständig
- 23. Februar 1821 – Abtrennung von Livingston County und Monroe County
- 15. April 1825 – Abtrennung Orleans County (davon 10 mi² zurück am 1. Mai 1826)
- 19. März 1841 – Abtrennung von Wyoming County

Damit waren die verwaltungstechnischen Änderungen des Gebietes abgeschlossen und die Grenzen des heutigen Countys standen fest. Verwaltungssitz des Countys blieb über den gesamten Zeitraum Batavia.
Während die Weiten des amerikanischen Westens von den Siedlern in erster Linie für Landwirtschaft und Viehzucht genutzt wurde, entstanden an den natürlichen Verkehrsströmen Wirtschaftszentren. So entwickelte sich Buffalo (heute Erie County) am Erie-See zu einem wichtigen Hafen an den Großen Seen; am Niagara entstand mit Niagara Falls (heute Niagara County) eine Industriestadt mit nahezu unerschöpflicher elektrischer Energie aus Wasserkraft. Am Ontario-See entstanden ebenfalls mehrere wichtige Häfen. Im Süden bildete der Mohawk River eine natürliche Wasserstraße, an der größere Siedlungen entstanden. Die Landflächen zwischen diesen natürlichen Gegebenheiten blieben dagegen vorwiegend landwirtschaftlich genutzte Bereiche mit wenigen größeren Ortschaften.
Mit dem Bau des Erie-Kanals entstand ein neuer Wirtschaftsweg, der New York an der Ostküste mit Buffalo und den Großen Seen verband. Der Kanal führt nördlich des Genesee Countys durch das Orleans County. Der Kanal unterstützte die wirtschaftliche Entwicklung der Region. Zentrum des Countys war Batavia, in dem sich nun zusätzliche Gewerbe ansiedelten. Insbesondere wurden hier landwirtschaftliche Geräte und Schuhe produziert. Der Bau von Eisenbahnen ab 1840 unterstützte diese Entwicklung. Ab den 1880er Jahren wurden die Betriebe aber weiter an die Zentren an Küste und Erie-See gezogen; Batavia war spätestens mit Beginn der Weltwirtschaftskrise von 1929 nur noch ein lokaler Produzent von Waren, die hauptsächlich den Bedarf in der landwirtschaftlichen Produktion decken.
Ende März 2011 waren 19 historische Stätten in dem County im National Register of Historic Places eingetragen, darunter ist mit dem Holland Land Office eine National Historic Landmark.

### Einwohnerentwicklung
| Jahr      | 1800   | 1810   | 1820   | 1830   | 1840   | 1850   | 1860   | 1870   | 1880   | 1890   |
| --------- | ------ | ------ | ------ | ------ | ------ | ------ | ------ | ------ | ------ | ------ |
| Einwohner | -      | 12.588 | 58.093 | 52.147 | 59.587 | 24.488 | 32.189 | 31.606 | 32.806 | 33.265 |
| Jahr      | 1900   | 1910   | 1920   | 1930   | 1940   | 1950   | 1960   | 1970   | 1980   | 1990   |
| Einwohner | 34.561 | 37.615 | 37.976 | 44.468 | 44.481 | 47.584 | 53.994 | 58.722 | 59.400 | 60.060 |
| Jahr      | 2000   | 2010   | 2020   | 2030   | 2040   | 2050   | 2060   | 2070   | 2080   | 2090   |
| Einwohner | 60.370 | 60.079 | 58.388 |        |        |        |        |        |        |        |

## Städte und Ortschaften
Zusätzlich zu den unten angeführten selbständigen Gemeinden gibt es im Genesee County mehrere villages.
| Ortschaft             | Status      | Einwohner (2010) | Gesamte Fläche [km²] | Landfläche [km²]! | Bevölkerungsdichte [Einwohner / km²] | Gründung      | Besonderheit                                           |
| --------------------- | ----------- | ---------------- | -------------------- | ----------------- | ------------------------------------ | ------------- | ------------------------------------------------------ |
| Alabama               | town        | 1.869            | 110,8                | 109,7             | 17,0                                 | 17. Apr. 1826 | Gegründet als Gerrysville; umbenannt am 21. April 1828 |
| Alexander             | town        | 2.534            | 92,1                 | 91,9              | 27,6                                 | 8. Juni 1812  |                                                        |
| Batavia               | city        | 15.465           | 13,7                 | 13,5              | 1.145,6                              | 1823          | County Seat                                            |
| Batavia               | town        | 6.809            | 125,4                | 124,8             | 54,6                                 | 30. März 1802 |                                                        |
| Bergen                | town        | 3.120            | 71,8                 | 71,4              | 43,7                                 | 8. Juni 1812  |                                                        |
| Bethany               | town        | 1.765            | 93,4                 | 93,3              | 18,9                                 | 8. Juni 1812  |                                                        |
| Byron                 | town        | 2.369            | 83,6                 | 83,4              | 28,4                                 | 4. Apr. 1820  |                                                        |
| Darien                | town        | 3.158            | 123,3                | 122,7             | 25,7                                 | 10. Feb. 1832 |                                                        |
| Elba                  | town        | 2.370            | 92,4                 | 92,3              | 25,7                                 | 14. März 1820 |                                                        |
| Le Roy                | town        | 7.641            | 109,2                | 109,0             | 70,1                                 | 8. Juni 1812  |                                                        |
| Oakfield              | town        | 3.250            | 62,0                 | 60,4              | 53,8                                 | 11. Apr. 1842 |                                                        |
| Pavilion              | town        | 2.495            | 92,5                 | 92,2              | 27,1                                 | 19. Mai 1841  |                                                        |
| Pembroke              | town        | 4.292            | 108,0                | 107,8             | 39,8                                 | 8. Juni 1812  |                                                        |
| Stafford              | town        | 2.459            | 81,0                 | 80,5              | 31,0                                 | 24. März 1820 |                                                        |
| Tonawanda Reservation | reservation | 483              | 23,9                 | 23,7              | 20,4                                 |               | Grenzübergreifend z. T. in Erie County                 |